# Jimmy Manyi
Jimmy Mzwanele Manyi (Meadowlands, 20 januari 1964) is de huidige woordvoerder voor de regering van Zuid-Afrika en de voorzitter van zowel het Black Management Forum als de voorzitter van de commissie voor Arbeidsgelijkheid. Hij heeft een achtergrond in de economische geologie en bekleedde een aantal functies in het bedrijfsleven alsmede het ambt van directeur-generaal van het Departement van Arbeid (2009-'10).

## Rassenpolitiek
In februari 2011 kwam hij in opspraak naar aanleiding van de door hem voorgestelde wijzigingen in de arbeidswetgeving van Zuid-Afrika. De belangrijkste daarvan was een wijziging in de opgelegde rassenquota's voor het bedrijfsleven. Werd tot dusver van werkgevers geëist dat hun personeel qua ras de samenstelling van de plaatselijke gemeenschap weerspiegelde, de wijzigingen eisten dat zij de samenstelling van het gehele land volgden.
Vooral voor de kleurlingengemeenschap van de West-Kaap en de Indiërs van KwaZulu-Natal zou dit vergaande gevolgen hebben. In de provincie West-Kaap zijn de kleurlingen verreweg de grootste gemeenschap, maar gemeten over het hele land zijn zij maar 10% van de bevolking. Derhalve zouden zij ook maar 10% van de banen in mogen nemen, ook in die streken waar zij 60% van de bevolking vormen. Gevraagd daarnaar verklaarde Manyi dat er een "overschot" aan kleurlingen in de Kaap was en dat zij dan maar in de rest van het land op zoek moesten gaan naar een baan. Een probleem daarbij was dat er in de zwarte gemeenschap veel vooroordelen bestaan ten aanzien van mensen van gemengd ras en dat de economie in de andere provincies van Zuid-Afrika veel minder goed draait dan aan de Kaap. Schattingen hebben uitgewezen dat op die manier zo'n miljoen kleurlingen en een half miljoen Indiërs hun baan zouden gaan verliezen.
Sinds de rassenpolitiek van Verwoerd was er niet meer zo respectloos omgegaan met mensen op grond van hun ras. Dit bracht zelfs minister Trevor Manuel, die sinds vele jaren als een van de weinige kleurlingen het ANC vooral als minister van Financiën gediend heeft, ertoe Manyi openlijk een racist te noemen en hem met Verwoerd te vergelijken.
Er werd in deze ontwikkeling wel een generatieconflict tussen een oudere en een jongere generatie in het ANC gezien, waarvan de laatste het met de idealen van Nelson Mandela c.s. om een niet-racistische maatschappij op te bouwen niet zo nauw nam. Niettemin waren de plannen tot wetswijzigingen al door het kabinet aangenomen. Toch trachtte de minister van Arbeid Mildred Oliphant olie op de golven te gooien door te stellen dat het maar om voorstellen van haar voorganger ging.